# Linia kolejowa nr 359
Linia kolejowa nr 359 – jednotorowa, drugorzędna, niezelektryfikowana linia kolejowa łącząca stację Leszno ze stacją Zbąszyń.

## Opis linii
- Sposób wykorzystania: czynna
- Przeznaczenie linii:
  - pasażersko-towarowa